# Giovan Battista Marino
Giovan Battista Marino, anche Giambattista Marino e Giovanni Battista Marino, talora anche Marini (Napoli, 14 ottobre 1569 – Napoli, 26 marzo 1625) è stato un poeta e scrittore italiano.
È considerato il fondatore della poesia barocca, nonché il suo massimo esponente italiano. La sua influenza sulla letteratura italiana ed europea del Seicento fu grande. L'opera del Marino è all'origine di una concezione poetica (marinismo) che andò presto affermandosi in tutti i maggiori paesi del continente, sfociando in correnti letterarie quali il preziosismo in Francia, l'eufuismo in Inghilterra e il culteranismo in Spagna. La straordinaria importanza dell'opera mariniana e l'enorme successo di cui Marino poté godere fra i suoi contemporanei sono ben illustrati dal celebre giudizio di Francesco de Sanctis: «Il re del secolo, il gran maestro della parola, fu il cavalier Marino, onorato, festeggiato, pensionato, tenuto principe de' poeti antichi e moderni, e non da plebe, ma da' più chiari uomini di quel tempo […]. Marino fu l'ingegno del secolo, il secolo stesso nella maggior forza e chiarezza della sua espressione».

## Biografia

### Napoli (1569-1600)
Sebbene Giovanni Pozzi, il primo ad avere studiato in modo organico la vasta opera mariniana, abbia posto in evidenza l'influsso esercitato sul poeta dagli ambienti culturali extrapartenopei, non va trascurato che fino all'età di trentun anni Giovan Battista Marino fu stabilmente nel napoletano e che l'incubazione della rivoluzione poetica mariniana, la quale avrà come teatri principali l'Italia settentrionale e la Parigi di Luigi XIII, avvenne nei decenni di formazione trascorsi dal poeta a contatto con l'ambiente culturale di Napoli. Del resto, come ha ricordato tra gli altri Marzio Pieri, la Napoli di fine Cinquecento era tra le più rilevanti città della penisola italiana, e dunque d'Europa: «La Napoli spagnola che tiene in grembo il Marino fino ai suoi primi trent'anni è città feudale e lazzarona, colta e raffinata nei nidi del privilegio, e affamata e paganeggiante nell'universale […]; è, allora come ora, una delle più grandi città d'Italia: una metropoli mediterranea».

#### Le origini: nascita, famiglia, prima formazione
Giovan Battista Marino nasce a Napoli alle 14 del 18 ottobre 1569, in una casa di piazza della Selleria (poi chiamata Pendino), la stessa area in cui secondo Francesco De Pietri era nato anche Jacopo Sannazaro. Il padre, Giovanni Francesco, forse di origini calabresi, è giuresconsulto, non ricco né nobile, ma sufficientemente benestante da mantenersi "in grado onorato"; vanta inoltre una certa dimestichezza con le lettere, non disdegnando di allestire nella propria dimora rappresentazioni di egloge e commedie, alle quali prenderà parte anche il giovane Giovan Battista. Il nome della madre non ci è giunto; sappiamo solo ch'ella morì prima del 1600, non molto tempo dopo il marito. Giovan Battista è il primo di sette figli. Da una sorella maggiore, Camilla, coniugata al medico napoletano Cesare Chiaro, nascerà Francesco Chiaro, che divenuto canonico a Napoli per interessamento del celebre zio, ne sarà poi biografo e legatario.
Il piccolo Giovan Battista riceve i primi rudimenti di grammatica dall'umanista Alfonso Galeota, che lo introduce allo studio del latino e ne segnala ben presto al genitore l'ingegno non comune. Al ragazzo non viene invece impartita alcuna nozione di greco, lingua che, come ricorderà Tommaso Stigliani, il Marino ignorerà per tutta la vita. Del resto il Marino non avrà né l'opportunità né, forse, la costanza di condurre regolari studi letterari e il suo profilo rimarrà, per più di un verso, quello di un umanista incompiuto.
A dispetto del vivo interesse mostrato dal figlio per gli studi letterari, ben presto Giovanni Francesco obbliga il figlio a seguire quelli giuridici. Per tale imposizione e per ciò che ne seguirà, il poeta serberà nei confronti del padre un bruciante e durevole risentimento: "Cominciarono le mie sventure quasi nel principio della mia vita," scriverà in una lettera al Manso, "da colui che m'aveva data la vita, ch'in ciò solo il riconobbi per padre. Mi disgraziò, mi discacciò, mi perseguitò". Nel 1586, infatti, Giovan Battista si lascia definitivamente alle spalle − forse senza averlo completato − lo studio delle leggi. Il padre, indispettito dall'insistenza del giovane nel coltivare, in segreto, la passione per la poesia, si risolve a negargli il generoso sostentamento e più avanti a cacciarlo di casa.

#### L'Accademia degli Svegliati e i mecenati napoletani
Nello sviluppo della personalità poetica del Marino un ruolo fondamentale riveste l'assiduità con l'Accademia degli Svegliati, che egli frequenta, con il nome di "Accorto", almeno dal 1588. L'accademia è retta dal poeta e filosofo Giulio Cortese e conta fra i suoi membri rilevanti aristocratici e uomini di cultura partenopei, come Giovan Battista Manso, marchese di Villalago, Tommaso Costo, Ascanio Pignatelli, Giulio Cesare Capaccio, Camillo Pellegrino, Paolo Regio, Prospero Filomarino, e altri ancora. Tra gli affiliati figura nientemeno che Torquato Tasso, con cui non è improbabile che, come vuole il Baiacca, il giovane Marino entri in diretto contatto.
Dal pensiero e dall'opera di Giulio Cortese e del suo circolo, venato di robuste influenze telesiane, il Marino riceve notevoli suggestioni. La stessa condotta adottata dal Cortese nei confronti delle istituzioni statali ed ecclesiastiche, improntata a crescente ambiguità, non mancherà di esercitare sul poeta un certo ascendente. Tra i testi cortesiani cui certamente il Marino presta più di un'attenzione vanno ricordati i trattatelli di poetica raccolti in Rime e prose del signor Giulio Cortese, detto l'Attonito (Napoli, Cacchi, 1592), in particolare Delle figure, Avertimenti nel poetare ai signori accademici Svegliati, Dell'imitazione e dell'invenzione e Regole per fuggire i vizii dell'elocuzione. Questa edizione delle Rime cortesiane segna anche il battesimo tipografico del Marino: suoi sono infatti i versi del sonetto "Cortese, Amor t'accende, Amor la cetra", incluso nella prima parte del volume.
A sovvenire il giovane Marino dopo la cacciata dalla casa paterna sono prominenti membri del patriziato partenopeo: i già ricordati Manso e Pignatelli, Innico de Guevara, duca di Bovino e Gran siniscalco del Regno, Scipione Ammirato, Giovan Battista Attendolo, Sertorio Quattromani, e soprattutto il facoltosissimo mecenate e cultore delle arti Matteo di Capua, II principe di Conca, Grande ammiraglio del Regno, amico di Giulio Cortese e, come il Manso, anfitrione del Tasso. Nel sontuoso palazzo del di Capua il poeta matura quella che si può definire la sua prima esperienza di corte. Come si evince da una lettera di Camillo Pellegrino ad Alessandro Pera, infatti, nella seconda metà del 1596 il giovane Marino entra al servizio del principe. Oltre a trovare relativa stabilità, il poeta ha modo di familiarizzare con la preziosa biblioteca di palazzo e soprattutto con la ricca quadreria del suo signore: affinerà così quella passione per le arti figurative che lo accompagnerà per tutta la vita e che troverà compiuta espressione nella Galeria (1620). Di qui sino al volgere del secolo, Giovan Battista vivrà all'ombra del principe, tra Napoli, Vico Equense, Nisida e altre località, anche fuori della Campania (per esempio negli Abruzzi).
A questi anni napoletani risale la composizione di alcune egloghe ispirate a Virgilio e Ovidio, ma anche al Tasso dell'Aminta. Verranno stampate postume con il titolo di Egloghe boscherecce (1627). Il giovane Marino si dedica anche al genere burlesco e, negli anni al servizio del di Capua, scrive innumerevoli versi celebrativi su di lui e sui suoi famigliari, oltre a decine di componimenti incentrati sulle opere d'arte − pitture e sculture − cui aveva accesso nella straordinaria collezione del principe. Sembra riconducibile a questo periodo anche un nucleo germinale dell'Adone, anche se la sua natura e la sua entità sono controverse. Salda è invece l'attribuzione a questo primo periodo napoletano della Canzone de' baci ("O baci avventurosi"), il componimento cui il giovane Marino deve la sua improvvisa fortuna letteraria.
Di grande interesse è la presenza di Giovan Battista Marino fra i protagonisti del dialogo manoscritto di Camillo Pellegrino Del concetto poetico (1598), una delle prime teorizzazioni di quella che diverrà poi nota come poesia concettista e cha avrà nel Marino uno dei suoi massimi esponenti.

#### Gli arresti
Durante la sua giovinezza napoletana, il Marino viene incarcerato ben due volte. Il primo arresto ha luogo nella primavera del 1598. Nel silenzio degli antichi biografi circa la causa, sono state avanzate due ipotesi: l'una, un'accusa di sodomia, è poco più di una semplice illazione; l'altra, la denuncia del padre di una giovane rimasta incinta del poeta e morta al sesto mese di gravidanza per procurato aborto, non ha oggi riscontri verificabili. Quali che siano le ragioni dell'arresto, dopo un anno di carcerazione Giovan Battista viene rimesso in libertà. Il secondo episodio, avvenuto nell'autunno del 1600, è legato all'incarcerazione di un amico, Marc'Antonio d'Alessandro, accusato di omicidio. Nel tentativo di sottrarlo alla pena capitale, Marino falsifica le bolle vescovili necessarie a statuirne la condizione di chierico: l'espediente, non raro all'epoca, permetteva di sottrarre l'imputato alla giurisdizione secolare e di beneficiare della protezione ecclesiastica. La mossa viene però smascherata, il d'Alessandro decapitato e il Marino tradotto in prigione. L'addebito è grave e per il poeta l'unica via di scampo è l'evasione, che gli riesce di lì a breve per interessamento del Manso.

### Roma (1600-1605)
Fuggito da Napoli, Giovani Battista ripara a Roma, dove, "afflitto dell'animo e malagiato del corpo", trova alloggio presso una locandiera. Sembra che la città non fosse ignota al Marino, che vi sarebbe stato qualche mese prima per il giubileo indetto da Clemente VIII e in tale circostanza vi avrebbe conosciuto, in casa del cardinale Ascanio Colonna, Gaspare Salviani. Dopo le prime difficoltà, la protezione di cui il giovane poeta ha goduto a Napoli, specie quella del Manso, si rivela efficace anche a Roma, permettendogli di procurarsi ben presto nuovi influenti sostenitori. La biografia del Ferrari riferisce che il napoletano Antonio Martorani, amico del Marino e auditore del cardinal Innico d'Avalos, avvertì della presenza di Giovan Battista in città Arrigo Falconio e Gaspare Salviani, "che la canzone de' baci dello stesso autore ammirata [...] e pubblicata per Roma molto prima avevano" e che il Falconio e il Salviani, due nomi che diverranno ricorrenti nell'epistolario mariniano, si recarono insieme al Martorani in visita al poeta. Grazie ai loro buoni uffici dei tre di lì a breve il Marino può entrare al servizio del potente monsignor Melchiorre Crescenzi, cavaliere romano, chierico di camera e coadiutore del camerlengo, oltre che raffinato e stravagante uomo di lettere.

#### L'Accademia degli Umoristi e i circoli letterari romani

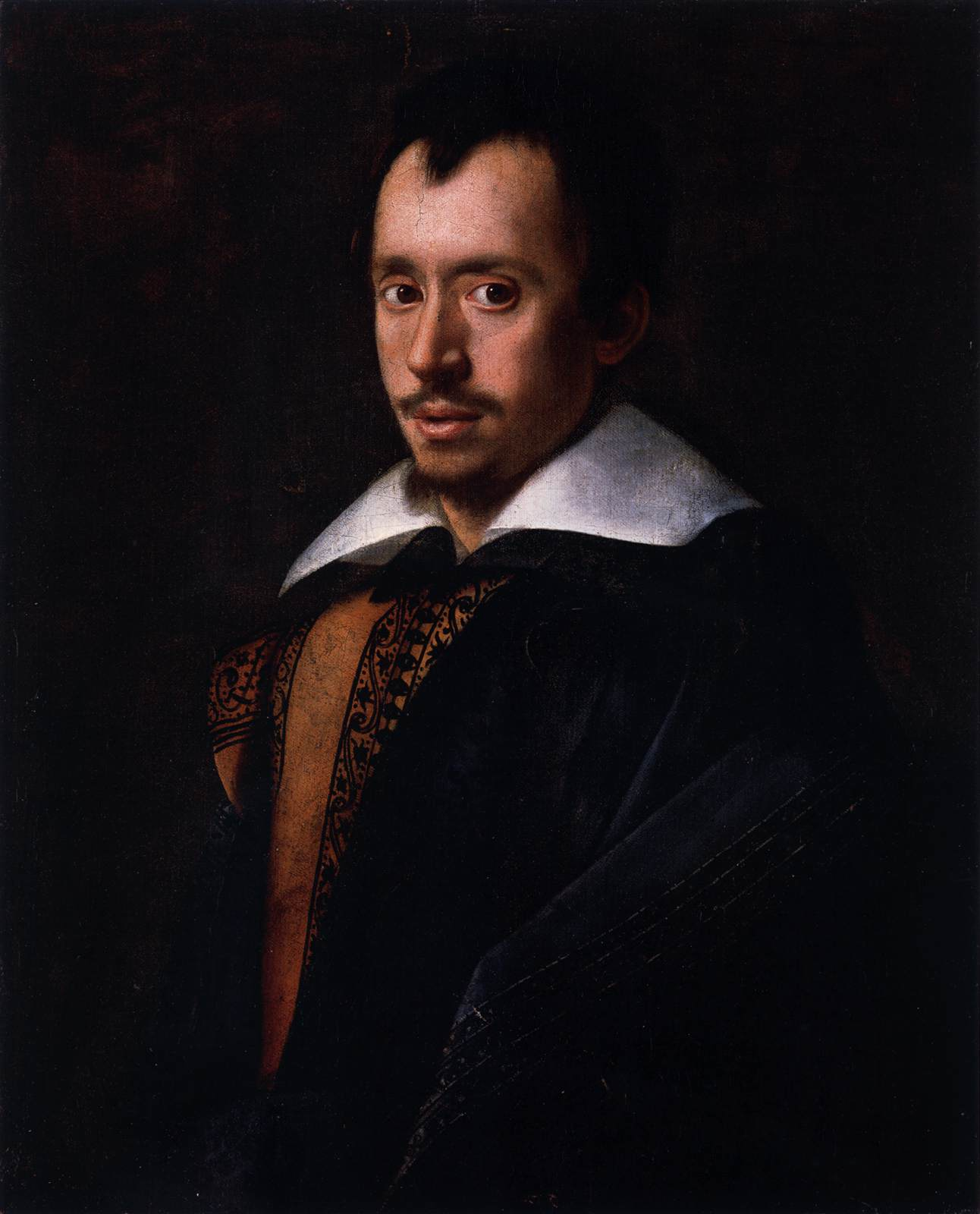
Caravaggio, Ritratto del poeta Giovan Battista Marino, c. 1600. Olio su tela, 73 x 60 cm. (Collezione privata).

A Roma il Marino entra rapidamente in contatto con i circoli letterari della città. In primo luogo con l'accademia di Onofrio Santacroce, dove secondo il Baiacca aveva pronunciato una "lezione sulla toscana favella" ancor prima di conoscere il Crescenzi. L'accademia del Santacroce, frequentata anche da Tommaso Melchiori, futuro dedicatario della seconda parte delle Rime mariniane, è considerata l'antesignana di quella degli Umoristi. Con quest'ultima, ancora in fase di fondazione, il Marino intratterrà lunghe e proficue relazioni, fino a divenirne in anni più tardi principe. L'Accademia degli Umoristi (inizialmente Accademia dei Begli umori) prende forma il 7 febbraio 1600 per iniziativa dal gentiluomo romano Paolo Mancini, con la collaborazione di Arrigo Falconio e Gaspare Salviani. In breve tempo il circolo, che si riunisce nella dimora del Mancini, attrae a sé personalità letterarie di gran vaglia come Alessandro Tassoni, Gabriello Chiabrera e Battista Guarini. Il Marino frequenta poi svariate dimore di patrizi e cardinali, dove ha modo di familiarizzare con uomini di lettere e artisti figurativi (fra i quali il Caravaggio, che gli farà un ritratto). Visita, in particolare, il palazzo del vivace cardinal Giovanni Battista Deti, dove Giulio Strozzi ha da poco istituito l'Accademia degli Ordinati,  in contrapposizione a quella degli Umoristi; gli Ordinati godono della protezione pontificia, essendo il cardinal Deti congiunto di Clemente VIII Aldobrandini, e le loro riunioni sono frequentate da personalità di altissimo profilo. Fra gli altri letterati che il giovane poeta incontra a Roma ci sono anche tre futuri implacabili nemici: Tommaso Stigliani, vecchia conoscenza napoletana, Margherita Sarrocchi, che il Marino ama riamato e che, alla rottura della loro relazione, diverrà sua acerrima detrattrice, e Gaspare Murtola, che si era trasferito nell'Urbe all'inizio del 1600.

#### Il viaggio a Venezia e la stampa delleRime

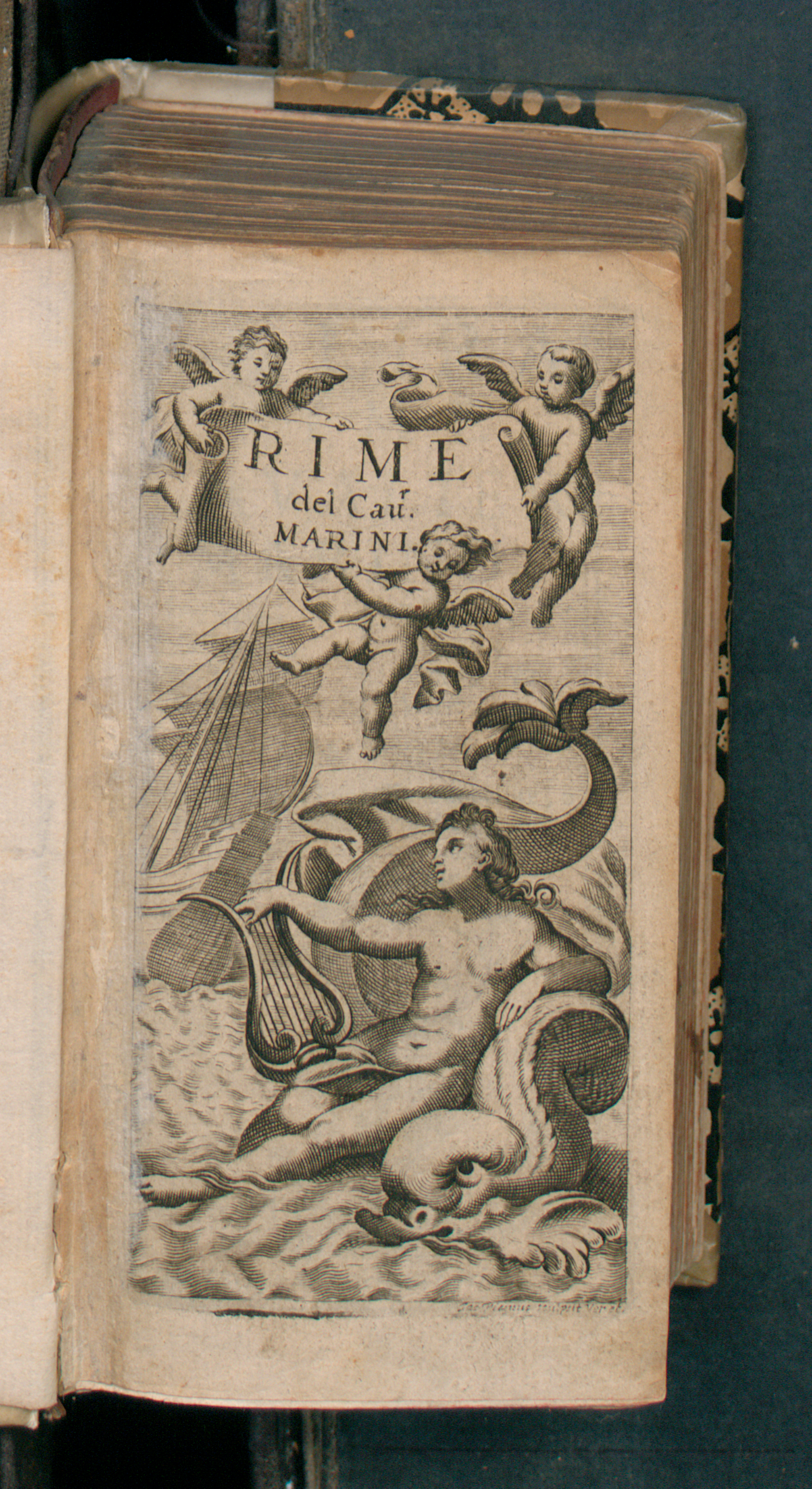
Rime del cav. Marini, 1674

Negli ultimi mesi del 1601 Giovan Battista Marino parte alla volta di Venezia. Il fine ultimo del viaggio è quello di seguire la pubblicazione a stampa delle Rime, per i tipi dello stampatore veneziano Giovan Battista Ciotti. La raccolta è divisa in due parti: la prima, dedicata al Crescenzi, è riservata ai sonetti, organizzati, con un'articolazione che diverrà canonica, in rime amorose, marittime, boscherecce, eroiche, morali, sacre e varie, con una sezione di "proposte e risposte", cioè di scambi in versi con altri poeti; la seconda parte, dedicata al Melchiori, contiene i componimenti scritti nelle forme del madrigale e della canzone. Una terza parte, annunciata dallo stampatore nella prefazione "al lettore", verrà data alle stampe solo nel 1614, insieme alla riedizione delle prime due, quando il trittico verrà ribattezzato La Lira.
Lungo il percorso verso la città lagunare, sosta in diversi centri, nei quali incontra patrizi, accademici e personalità letterarie. Lo troviamo a Siena, Firenze, Bologna, Ferrara e Padova. Giunge a Venezia all'inizio del 1602, e anche qui stringe rapporti con esponenti del mondo letterario, fra i quali Celio Magno e Guido Casoni.

#### Alla corte di Pietro Aldobrandini
Rientrato a Roma, nell'estate del 1603 il Marino si accomiata dal Crescenzi ed entra formalmente al servizio del cardinale Pietro Aldobrandini, fidato nipote di papa Clemente VIII. Il cambiamento di casato non è dovuto a dissidi con il vecchio padrone, ma alla speciale opportunità che il potente e generoso cardinale rappresenta per la carriera letteraria del giovane poeta. Alla corte di Pietro il Marino avrà ampio agio d'approfondire gli studi di letteratura ecclesiastica già coltivati a Napoli e destinati a trovare espressione nelle prose delle Dicerie sacre (Torino 1614), ma soprattutto di dedicarsi alla produzione in versi: oltre a scrivere molte delle rime che costituiranno la terza parte della Lira, mette mano all'Adone, che per più d'un ventennio sarà al centro dei suoi pensieri, lavora al poema La strage degli innocenti, scrive alcuni poemetti, fra cui I sospiri d'Ergasto, suo capolavoro pastorale, e svariati componimenti d'occasione.

### Ravenna (1606-1607)
Alla morte di Clemente VIII, nel marzo 1605, viene eletto Leone XI, che il Marino canta tempestivamente nel panegirico Il Tebro festante. Tanta solerzia è però inutile, perché a meno di un mese dall'elezione il nuovo pontefice passa a miglior vita. Gli succede, per lunghi anni, il papa dell'Interdetto, Paolo V Borghese. Con il nuovo corso pontificio, particolarmente rigorista, il cardinale Aldobrandini deve fare ritorno alla sua sede arcivescovile di Ravenna. In qualità di cortigiano il Marino è tenuto a seguirlo, e nella tarda primavera del 1606, con un disagevole viaggio di cui ci ha lasciato descrizione in una celebre lettera, ha inizio per lui un periodo di confinamento nella periferica e non troppo salubre città romagnola. L'isolamento è tuttavia temperato da occasionali visite ad altre città: Rimini, Parma, dove reincontra (e s'inimica) Tommaso Stigliani, Roma, probabilmente a Modena, ma soprattutto Bologna e Venezia. A Bologna gode, fra l'altro, della compagnia di Claudio Achillini, Guido Reni, Cesare Rinaldi e Ridolfo Campeggi.
Quelli ravennati furono anni di intenso studio: sacre Scritture e scritti teologici, specialmente patristici, ma anche le disposizioni conciliari e il diritto canonico. Nessuna notizia ci è pervenuta circa un'eventuale frequentazione della locale Accademia degli Informi o dei poeti attivi nella città, come Giacomo Guaccimani. Risale a questo periodo la lettura delle Dionisiache di Nonno di Panopoli, che non poca influenza eserciterà su alcune sezioni dell'Adone e sulla concezione generale del grande poema mariniano.

### Torino (1608-1615)
All'inizio del 1608 il cardinale Pietro Aldobrandini, nella sua qualità di "protettore del Piemonte", si reca con un nutrito seguito a Torino, presso la corte di Carlo Emanuele I. Giovan Battista Marino è ormai poeta noto e apprezzato e viene accolto con immediato favore. Intorno alla corte gravitano personalità letterarie del calibro di Gabriello Chiabrera, Federico Della Valle e Giovanni Botero, ma anche aristocratici molto influenti, come Ludovico Tesauro (cui più tardi si aggiungerà il giovane fratello, Emanuele), il conte Ludovico d'Agliè o il conte di Revigliasco: lo scenario è dunque propizio per rinsaldare vecchie amicizie e coltivarne di nuove e proficue.

#### L'attentato del Murtola
Il duca ha meritata fama di amante e protettore delle lettere e delle arti, e il Marino comincia ad adoperarsi per entrare al suo servizio. Ciò accende un acuto sentimento di ostilità nel segretario di Carlo Emanuele, il poeta genovese Gaspare Murtola. Sin dal febbraio 1608 questi fa circolare un gruppo di componimenti indirizzati contro il potenziale rivale e intitolati Il lasagnuolo di monna Betta, ovvero Bastonatura del Marino, datagli da Tiff, Tuff, Taff . A questo e ad altri attacchi murtoliani, il Marino risponde con una batteria di sonetti satirici, le Fischiate, efficacissime parodie dei modi letterari del Murtola. Dallo scontro il Murtola esce sconfitto, nonostante la gravità delle accuse da lui rivolte all'avversario (per esempio quelle di sodomia, oscenità ed empietà). Accanto all'impegno sul fronte satirico, infatti, il Marino si dedica alla composizione di versi encomiastici, approntando un panegirico del duca nel ricercato metro della sesta rima, Ritratto del serenissimo don Carlo Emanuello duca di Savoia, fitto di citazioni da Claudiano (con Nonno di Panopoli una delle fonti più notevoli dell'Adone), e facendolo pubblicare a Torino sul finire del 1608. Il poemetto fa entrare risolutamente il Marino nelle grazie del duca: all'inizio del 1609 viene conferito al poeta quel cavalierato dell'Ordine dei Santi Maurizio e Lazzaro che lo renderà universalmente noto come "il cavalier Marino", e il Murtola viene licenziato. L'epilogo della vicenda sfiora la tragedia: nella notte tra il 1 e il 2 febbraio 1609 il Murtola, divorato dall'invidia ed esasperato dallo scherno del rivale, attenta alla vita di quest'ultimo in via Dora Grossa, oggi via Garibaldi, sparandogli "con una pistelotta carica di cinque palle ben grosse". Il Marino è ferito di striscio, ma un suo giovane amico, Francesco Aurelio Braida, famigliare del duca di Savoia, riporta conseguenze ben più gravi. Il Murtola, subito arrestato, si salva dalla condanna a morte anche grazie all'intercessione del rivale, e si rifugia a Roma. All'inizio del 1610 Giovan Battista Marino riceve la nomina a segretario del duca.

#### L'apertura del processo inquisitorio e la carcerazione torinese
Sulle nuove prospettive di stabilità incombono però serie minacce. Già alla fine del 1609 era stato avviato contro il Marino un procedimento inquisitorio, istruito a Parma per "offesa della maestà del Signore Iddio e della nostra religione", e papa Paolo V aveva firmato contro di lui un mandato d'arresto. Con l'approdo alla corte sabauda il poeta era riuscito a eludere l'ingiunzione a presentarsi nell'Urbe, sottraendosi ai pericoli di un processo romano. Nell'aprile del 1611 viene però incarcerato a Torino: alcuni delatori lo accusano di avere declamato con intenti satirici contro il duca versi di carattere burlesco. Il duca, che reca i segni di un'infanzia cagionevole nella postura un po' curva della schiena, si sarebbe risentito per i torni canzonatori di una Gobbeide (secondo lo pseudoBoccalini), o di una Cuccagna (alla lettera "altura tondeggiante", e dunque, per metafora, gibbo), o ancora (secondo lo Stigliani) da certe Scrignate ("scrigno" è, ancora una volta, la gobba) in realtà forse non mariniane (e in ogni caso non dirette al duca). Vero è che sull'intemperanza poetica del Marino gravano alcuni precedenti. L'accusa di avere diffuso versi irriverenti non è cosa da poco, avendo Carlo Emanuele proibito in tutto il ducato, sotto pena della vita e della confisca dei beni, la diffusione dei cosiddetti "libelli famosi".
Il poeta, cui sono state sequestrate tutte le carte, compresi gli scritti in corso d'opera, rimane in carcere fino all'estate del 1612. A ottenergli la libertà è soprattutto l'interessamento del Cardinale Ferdinando Gonzaga, che si trovò a Torino di ritorno da Parigi insieme a Henry Wotton, ambasciatore inglese presso la Serenissima.

#### L'epilogo degli anni torinesi
Riacquistata la libertà e recuperate, faticosamente, le sue carte, il Marino porta a termine la stampa della Lira, pubblicandone a Venezia nel 1614 la terza parte (ancora per i tipi del Ciotti, della cui trascuratezza il poeta avrà però a lamentarsi). Dall'opera sono sottratti i sonetti ecfrastici, che confluiranno nella Galeria.
Nello stesso 1614 il Marino dà alle stampe a Torino (presso Luigi Pizzamiglio) le Dicerie sacre, tre sontuose "omelie d'arte" prive di funzione liturgica, con le quali si ripromette, fra l'altro, di guadagnare al bellettrismo estetizzante un clero già piuttosto incline alle divagazioni letterarie. L'autore vi fa esteso ricorso alla tecnica della metafora continuata, specialità mariniana che nel contesto letterario barocco troverà innumerevoli seguaci. La prima delle tre Dicerie sacre, che ha per tema la Sindone, si risolve in un autentico saggio sulla pittura; la seconda sfrutta il tema delle sette parole di Cristo in croce per trattare della musica e dei suoi rapporti armonici nel microcosmo e nel macrocosmo; la terza, "sopra la religione de' santi Maurizio e Lazaro" pone la sfera celeste in relazione all'Ordine sabaudo. Con un'evidente captatio benevolentiae, il poeta dedica l'opera a Paolo V, sortendo tuttavia l'esito opposto. L'opera conoscerà, comunque, immediata fortuna, sia tra i predicatori che tra i letterati.
Oltre al sempre pendente pericolo di un processo inquisitorio, il Marino della ritrovata libertà torinese deve fare fronte alle accese polemiche letterarie: notevole risonanza ha quella aperta dall'erudito parmense Ferrante (Ferdinando) Carli Gianfattori per una svista mitologica, la confusione del Leone nemeo con l'Idra di Lerna, in cui il Marino era incorso nel sonetto "Obelischi pomposi all'ossa alzâro", scritto in lode di una Vita di Santa Maria Egiziaca dell'amico Raffaello Rabbia. In difesa del Marino appariranno svariati opuscoli, come le Ragion in difesa di un sonetto del cavalier Marino fatte stampare a Venezia dal conte Ludovico Tesauro.
Gli ultimi anni torinesi sono altresì segnati dalla difficile congiuntura politica. Nell'aprile 1613 Carlo Emanuele ha occupato il Monferrato, e quasi tutti i potentati europei, in special modo la Spagna, gli sono contro. In questo clima il Marino avverte la necessità di trovarsi un'altra sistemazione, e nel maggio del 1615 lascia definitivamente Torino, forse in compagnia di Henry Wotton, per trasferirsi in Francia, dove Maria de' Medici l'aveva invitato sin dal 1609. Prima di andarsene, però, rivela, in una lettera allo stampatore veneziano Giovan Battista Ciotti, importanti informazioni circa il suo principale progetto letterario:

### Parigi (1615-1623)
In terra di Francia il Marino fa ingresso senza particolari commendatizie. Questa relativa scopertura spiega le visite rese durante il viaggio al marchese di Lanzo, a Chambery, e al duca di Nemours, a Grenoble. Prima di raggiungere la capitale, il poeta sosta tre mesi a Lione, dove sta soggiornando la regina con la corte, e con straordinaria tempestività vi pubblica Il Tempio, panegirico alla maestà della regina, dedicandolo all'influente Leonora Dori Galigai, consorte del maresciallo d'Ancre e favorito della sovrana Concino Concini. L'operetta è l'ennesimo attestato della formidabile abilità del Marino nel tessere relazioni. Del resto, nello stesso giorno in cui firma la prefazione al Tempio (15 maggio 1615), scrive a Ferdinando II Gonzaga chiedendo raccomandazioni per la corte di Francia ("ora l'armi scacciano le Muse", esordisce, alludendo agli scontri del Monferrato come ragione della sua partenza). Il 16 giugno 1615 l'ambasciatore fiorentino a Parigi, Luca degli Asini, relaziona in una missiva alla granduchessa Cristina di Lorena circa l'ingresso del Marino a corte, la sua presentazione da parte della marescialla d'Ancre e il colloquio di circa un'ora tra il poeta e la regina nel "picciol gabinetto" di quest'ultima; accenna però all'intenzione del Marino di passare in Fiandra e soprattutto nell'Inghilterra di Giacomo I. Il Marino stesso partecipa le sue prime impressioni di Parigi e della Francia in una lettera all'amico piemontese Lorenzo Scoto, elemosiniere del duca di Savoia:

#### Il favore di Maria de' Medici e il sogno inglese
A corte il Marino si procura ben presto estimatori e protettori, fra cui alcuni italianisants, come Louis-Charles de la Valette, conte di Candale, e un'intimissima della regina Maria, la principessa di Conti, amata da Enrico IV e dal 1614 vedova di Francesco di Borbone. In una lettera del 31 luglio 1615 il degli Asini informa che al Marino è stata assegnata un'onorevole provvigione: cento scudi al mese, erogati a titolo di pensione, in modo che il poeta venga pagato per i sei mesi precedenti, «come se la gli fusse stata assegnata al principio dell'anno»; a ciò si aggiungono mille franchi di donativo «per mettersi all'ordine». In quello stesso luglio il poeta aveva scritto allo Scoto:
Il soggiorno parigino si preannuncia dunque trionfale. Il Marino è apprezzato e cercato; più volte la regina, incontrandolo per via, fa fermare la carrozza per conversare "umanissimamente" con lui. Nonostante il generoso trattamento ricevuto dalla corte di Francia, il Marino non cessa però di adoperarsi per approdare infine in Inghilterra. Nel marzo 1616 scrive a Giacomo Castelvetro per chiedere il suo aiuto a tale scopo, mostrandosi peraltro consapevole del fatto che presso l'austera corte di Giacomo I le condizioni sarebbero assai meno favorevoli e che il soggiorno in un paese anticattolico renderebbe il rientro in Italia alquanto problematico. Nella lettera al Castelvetro si legge tra l'altro:
Le aspirazioni inglesi del Marino, ad ogni modo, non si concretizzano, non da ultimo per una relativa diffidenza di Giacomo I e della sua corte. Nell'aprile del 1616 il poeta dedica a Concino Concini la raccolta degli Epitalami. E ancora al Concini dedica, nell'autunno dello stesso anno, la prima redazione completa dell'Adone (il cosiddetto "Adone 1616"), la cui stampa sarà sospesa per il precipitare degli eventi politici.

#### La morte del Concini e l'ascesa di Luigi XIII (1617)
Il 24 aprile 1617 Concino Concini viene assassinato in un complotto ordito da Luigi XIII e dal suo fiduciario Carlo d'Albert, duca di Luynes. Qualche mese più tardi Leonora Dori Galigai viene fatta decapitare e arsa, dopo un processo per stregoneria. Malgrado la tragica fine dei suoi principali protettori a corte e l'estromissione della regina madre, il Marino riesce a non farsi travolgere, forse aiutato dall'amico cardinale Guido Bentivoglio, che nel dicembre dell'anno prima aveva assunto la carica di nunzio pontificio a Parigi.  Ansioso di riaccreditarsi, il poeta si unisce ai molti che replicano a un polemico libello ugonotto contro il re; lo fa con un'invettiva, La Sferza, che tuttavia si astiene dallo stampare per non incorrere in vendette degli anticattolici.
A Parigi il Marino conduce ora una vita piuttosto ritirata, dedicandosi per lo più a collezionare appassionatamente libri, nonché incisioni e dipinti dei maggiori artisti del tempo. Lavora alacremente alla stampa di opere da tempo in gestazione. Nel 1619 trasmette allo stampatore veneziano Ciotti La Galeria, una raccolta di oltre seicento componimenti, in gran parte sonetti, dedicati ad artisti e opere d'arte, distinte, queste ultime, in pitture (con una cospicua parte dedicata ai ritratti) e sculture: vi si trovano immagini archetipiche e nomi celebri, spesso di personaggi con cui il poeta ha intrattenuto, o ancora intrattiene, rapporti diretti (tra questi, per esempio, Caravaggio, Guido Reni e il Cavalier d'Arpino). L'anno seguente è la volta della Sampogna, una silloge di "idilli favolosi e pastorali" in vario metro pubblicata a Parigi per Abraam Pacardo (Abraham Pacard). Il Marino lavora anche a Epistole eroiche in terza rima, genere di cui rivendicherà la paternità, e a svariati altri scritti.

#### L'Adone(1623)
Ma al centro delle sue cure è soprattutto L'Adone, che alla fine del 1620, dopo anni di minuziosi rimaneggiamenti, viene condotto alla sua forma definitiva. La stampa − in folio, il formato che la Controriforma aveva riservato ai libri liturgici e ai "monumenti dell'erudizione religiosa" − è finanziata nientemeno che dal re. Viene affidata ad Abraam Pacard, ma alla morte di questi, nella primavera del 1623, i diritti di privilegio passano allo stampatore parigino Oliviero di Varano (Olivier de Varennes), che il 24 aprile di quell'anno porta a termine i lavori.
Come l'Ariosto del Furioso, Giovan Battista Marino segue i lavori tipografici per l'Adone con estrema attenzione, interagendo fino all'ultimo con il poema e con la stampa, al punto che nel 1622 un'improvvisa malattia del poeta interrompe per qualche tempo la composizione tipografica. L'esito è "un trionfo dell'editoria". L'opera il cui titolo completo suona L'Adone, poema del cavalier Marino, alla maestà cristianissima di Lodovico il decimoterzo, re di Francia e di Navarra, con gli Argomenti del conte Fortunato Sanvitale e l'Allegorie di don Lorenzo Scoto, si apre con la dedica "Alla maestà cristianissima di Maria de' Medici, reina di Francia et di Navarra" e con una lunga, importante, prefazione in francese del regio consigliere Jean Chapelain. L'anno stesso dell'impressione francese L'Adone viene dato alle stampe anche a Venezia, presso Giacomo Sarzina. In Italia il poema desta interesse e curiosità quasi ovunque, ma non entusiasmo unanime. Con aperta ostilità sarà, ad esempio, considerato dal letterato classicista Maffeo Barberini, che nell'agosto di quello stesso 1623 salirà al soglio pontificio con il nome di Urbano VIII. Contro gli auspici dei suoi detrattori, l'opera era comunque destinata a riscuotere un relativamente duraturo successo. In Francia la prima accoglienza è favorevole, e anche se di lì a pochi decenni a Parigi si aprirà la grande stagione del classicismo francese, l'influenza mariniana seguiterà a farsi avvertire anche in esponenti del nuovo orientamento (come nel Jean de La Fontaine dell'Adonis).

### Il rientro in Italia e la morte (1623-1625)
Nella tarda primavera del 1623 il Marino rientra in Italia. Si fa precedere dai suoi libri e dalla sua pinacoteca, che hanno raggiunto proporzioni considerevoli. La decisione di lasciare la Francia è originata da molte cause: i problemi di salute, la culminante fortuna economica e letteraria, l'instabilità del quadro politico d'oltralpe, ma anche la nostalgia per la terra natia e la stanchezza della vita di corte. Luigi XIII, d'altronde, ha concesso la grazia di seguitare a corrispondere la pensione del Marino al procuratore di questi in Francia, con l'unica condizione che il poeta si faccia "rivedere in questa corte ogni due anni una volta".
Dopo una breve sosta a Torino, il poeta punta decisamente verso Roma, dove arriva, in compagnia del cardinale Maurizio di Savoia, nel mese di giugno. Prima di raggiungere l'Urbe, si è adoperato per predisporre una positiva soluzione del procedimento inquisitorio ancora pendente a suo carico. Ospite di Crescenzio Crescenzi, fratello dell'antico mecenate Melchiorre (che era mancato nel 1612), resta in attesa della sentenza.

#### La condanna di Urbano VIII
Questa arriva il 9 novembre, quando il propizio pontificato di Gregorio XV Ludovisi si è inaspettatamente concluso, e sulla cattedra petrina si è insediato Urbano VIII Barberini: al Marino il Sant'Uffizio impone il divieto di allontanarsi da Roma senza autorizzazione, la professione dell'abiura de levi (l'abiura prevista per le presunzioni di eresia meno gravi), la vestizione del "sambenito" (l'infamante tunicella penitenziale) e la rimozione dei contenuti empi ed osceni dalle opere scritte fino allora, non escluso, dunque, il grande poema.
La cattiva disposizione di Urbano nei confronti del Marino era del resto prevedibile. L'ostilità del Barberini aveva già avuto modo di manifestarsi ai tempi dell'accesa polemica intorno al sonetto mariniano "Obelischi pomposi a l'ossa alzâro", quando il futuro papa aveva liquidato il poeta napoletano come "un ignorante di pessima lingua". Ragioni complesse, di natura culturale ed estetica non meno che etica, ponevano il nuovo pontefice su una linea per molti versi opposta a quella del "poeta lascivo": poeta a sua volta, e anch'egli membro dell'Accademia degli Umoristi, Maffeo Barberini era attestato, come gran parte dei letterati toscani dell'epoca, su posizioni classiciste e petrarchiste, e non poteva che nutrire avversione per la nuova maniera mariniana, fondata sullo sperimentalismo concettista e su un certo disimpegno morale.
Frattanto, nella primavera del 1624, una denuncia contro L'Adone viene inoltrata alla Congregazione dell'Indice. A presentarla è, per una curiosa ironia della sorte, il cardinale Giannettino Doria, già dedicatario della terza parte della Lira. La Congregazione ordina al Marino di concludere la revisione del poema, già in corso d'opera, entro il termine di un mese, pena il blocco della riedizione, nonché della vendita e della circolazione. A questo punto, però, il Marino parte per Napoli, lasciando che a proseguire nel lavoro di correzione sia Vincenzo Martinelli, socius del Maestro del Sacro Palazzo (l'autorità pontificia per la censura libraria), non senza specificare che in caso di interventi cospicui il Martinelli dovrà avvalersi dei poeti Antonio Bruni e Girolamo Preti. Le correzioni, tuttavia, non vengono ultimate nei tempi previsti, e l'edizione romana dell'Adone naufraga definitivamente, sospesa il 27 novembre 1624 da un decreto pontificio che dichiara L'Adone "contrario alla morale a causa della notevole oscenità". Il Marino non dovette adontarsene più di tanto, se già nell'estate di quell'anno aveva scritto al Preti: "Quanto all'impressione di esso Adone, io non me ne curo un pelo che lo censurino, poiché non fo in esso il fondamento principale della mia immortalità". Alla condanna del 1624 ne seguiranno, il 17 luglio 1625, a soli quattro mesi dalla morte del poeta, il 5 novembre 1626 e soprattutto il 4 febbraio 1627, quando L'Adone verrà definitivamente posto all'Indice. Ciò non impedirà che L'Adone conosca per tutto il secolo diverse ristampe e che la poesia del Marino, in particolare la sua produzione lirica, ecfrastica e pastorale, continui a esercitare profonda influenza sulla letteratura italiana ed europea.

#### Il trionfale ritorno a Napoli
Alla fine del maggio 1624 il Marino lascia Roma per Napoli. Dovrebbe essere un soggiorno di pochi mesi, ma la città natale diverrà l'ultima destinazione del poeta. Mentre è ancora in viaggio, all'altezza di Capua gli si fa incontro, insieme ad altri nobili e letterati suoi estimatori, il Manso, fedele protettore della prima ora, che lo scorta trionfalmente in città. Qui il Marino prende dimora nella casa dei padri Teatini, presso la chiesa dei Santi Apostoli, dov'è accolto con grande cordialità. In seguito si trasferirà nella famosa villa del Manso a Posillipo (dov'era stato ospite Torquato Tasso e dove lo sarà John Milton), e più avanti in una propria abitazione in via Toledo. A Napoli il Marino riceve continue visite di notabili e uomini di lettere e viene ricevuto con affabilità anche dal viceré Antonio Álvarez de Toledo. Conteso dalle due più importanti accademie locali, gli Infuriati e gli Oziosi, accorda la sua preferenza a quest'ultima (fondata dal Manso), che lo crea proprio principe; qui pronuncia, dinanzi a un folto pubblico, i suoi ultimi discorsi accademici, fra cui quello sui diritti degli animali che apparirà in appendice a una postuma edizione veneziana dell'ultima grande opera mariniana, La strage degl'innocenti (Venezia, Scaglia, 1633).

#### La morte e le esequie
A dispetto delle lusinghe napoletane, il Marino manifesta in varie lettere l'intenzione, e il desiderio, di rientrare a Roma. Ma l'acuirsi della stranguria, male di cui soffre da almeno due anni, gli impedisce di mettersi in viaggio. Negli ultimi mesi del 1624, mentre sta "dando l'ultima mano" alla Strage degl'innocenti, è colpito da febbre. All'inizio del 1625 le sue condizioni di salute si aggravano. Costretto a letto, accetta infine di assumere un farmaco a base di terebinto, che, lungi dal sortire l'effetto sperato, gli risulterà fatale. Sentendo approssimarsi la fine, tenta di bruciare le sue carte, senza tuttavia riuscirvi appieno, perché "gli circostanti, spinti dalla compassione di veder miseramente estinguere tante fatiche, avidi di conservarne qualche foglio, rubarono alla voracità delle fiamme tutto quel che potevano". Il 22 marzo detta testamento in favore del Manso, e il giorno seguente integra le disposizioni testamentarie con un legato. Spira, all'età di 56 anni, alle 9 del 25 marzo, martedì santo, dell'anno giubilare 1625, dopo avere ottenuto l'assoluzione e ricevuto l'estrema unzione da padri teatini.
Essendo la morte del Marino avvenuta durante la settimana santa, quando celebrare funerali in gran pompa non è permesso, la salma viene portata nella chiesa dei Santi Apostoli e imbalsamata. Il 27 marzo è traslata nella cappella di cui il Manso dispone presso il proprio palazzo, e solo il 3 aprile è finalmente possibile procedere alle esequie. L'arcivescovo di Napoli, cardinal Decio Carafa, fa divieto ai Teatini di seppellire il cadavere senza il suo previo permesso e, dichiarandosi sconcertato che il Marino venisse trattato come un santo, dispone che il cadavere sia "seppellito di notte, colla sola parrocchia, e [...] recto tramite portato alla chiesa" (accompagnato da soli quattro preti con quattro torce, aggiunge lo Stigliani). Non si poté tuttavia impedire che a scortare la salma alla sepoltura convenissero un centinaio di cavalieri con le torce accese. Alla scarsa solennità di questo congedo rimedieranno a Napoli gli Oziosi, ma soprattutto a Roma gli Umoristi, che rispettivamente il 1 e il 7 settembre 1625 dedicheranno al poeta sontuose esequie accademiche.

#### Le carte del Marino
Il destino delle opere mariniane non terminate, non pubblicate o rimaste − come racconta il Chiaro − "guaste e imperfette" perché frettolosamente sottratte alle fiamme cui le aveva date il poeta in punto di morte fu oggetto di attenzione per tutto l'arco del XVII secolo. Già in appendice alla Vita del Baiacca compare una canzone dell'accademico Umorista Gaspare Bonifacio intitolata A quel nobilissimo signore che tiene gli scritti del cavalier Marino, che esordisce: "Signor, esponi ormai / a la luce del mondo / le glorïose e ben vergate carte / che morendo il Marin volse fidare / per gran pegno d'amor a la tua fede". Nel 1666 il dotto partenopeo Lorenzo Crasso, asserisce a chiare lettere, sia nel suo Elogii di huomini letterati sia in una lettera ad Angelico Aprosio, di possedere manoscritti di intere opere mariniane, fra cui la misteriosa Gerusalemme distrutta, che dichiara di aver letto integralmente. Rimaste in possesso degli eredi del Crasso, tali carte sarebbero andate perdute nella grande eruzione vesuviana del 1794. L'eventualità che scritti mariniani ancora inediti o sconosciuti possano tornare alla luce non può, comunque, essere del tutto esclusa.

#### Gli onori funebri all'Accademia degli Umoristi
Come già accennato, domenica 7 settembre 1625 gli Umoristi si raccolsero in casa di Paolo Mancini, il fondatore dell'istituzione (principe essendone Carlo Colonna), per onorare la memoria del poeta scomparso. La descrizione puntuale delle celebrazioni è contenuta in una lettera di Giovan Battitsta Baiacca a Gaspare Bonifacio e nell'opuscolo ufficiale che Flavio Fieschi (tra gli Umoristi "l'Affaticato") fece stampare a Venezia nel 1626 con il titolo di Relazione della pompa funerale fatta dall'Accademia degli Umoristi di Roma per la morte del cavaliere Giovan Battista Marino. Con l'orazione [di Girolamo Rocco] fatta in loda di lui, e con dedica a Girolamo Colonna, camerlengo del papa. In segno di lutto la sala dell'Accademia era stata addobbata di panni violacei, e chi vi entrava si trovava di fronte un'epigrafe elogiativa, affiancata da mesti dipinti e sormontata dall'impresa del Marino. A destra dell'elogio una grande tela di Francesco Crescenzi, raffigurava il Marino seduto e intento a scrivere.
Alla cerimonia presenziarono letterati e personalità di rilievo, come il cardinal Maurizio di Savoia, Fernando Afán de Ribera y Enríquez (futuro viceré di Napoli), Ruy III Gómez de Silva y Mendoza la Cuerva (duca di Pastrana), monsignor Antonio Querenghi, Giovanni Ciampoli, Vincenzo Candido (futuro Maestro del sacro palazzo), Agostino Mascardi, Alessandro Tassoni e Ridolfo Boccalini. Girolamo Rocco pronunciò un'orazione funebre, che tracciando un profilo biografico del poeta; furono poi declamati versi di Antonio Sforza, Giuseppe Teodoli, Domenico Benigni, Pier Francesco Paoli, Ferdinando Adorni, Stefano Marino, Giacomo Camola, Decio Mazzei, Giulio Cesare Valentino, Francesco Maia e altri.

### Le biografie coeve
Il "caso Marino" divenne il cuore di un programma ideologico che puntava alla difesa della libertà artistica e propugnava una visione progressiva dell'attività letteraria. Particolare impegno su questo fronte profuse l'Accademia degli Umoristi, anzitutto con un'iniziativa per salvare l'Adone dall'Indice: il 12 novembre 1625, infatti, l'Accademia manifestò alla Congregazione dell'Indice la propria disponibilità ad assumersi l'onere di emendare il poema. All'Accademia si deve anche la biografia del Baiacca, che, come gli altri quattro opuscoli biografici (di Loredano, Chiaro, Camola e Ferrari) che la seguirono, propagandava ad arte un'immagine del poeta intesa a preservarne intatto il prestigio e a consacrarlo come caposcuola. La Vita del cavalier Marino compilata dal letterato comasco Giovan Battista Baiacca, segretario del cardinale Desiderio Scaglia, uscì l'anno stesso della morte del poeta; il Baiacca si avvalse della testimonianza del nipote del Marino, Francesco Chiaro, che a sua volta stava approntando (o, secondo quanto afferma Chiaro stesso, aveva già approntato) una biografia dello zio; prevenuto dal Baiacca, il Chiaro pubblicò la sua Vita del cavalier Marino solo nel 1633. Nel 1631 era intanto uscita la Vita del cavalier Marino di Giovanni Francesco Loredano, forse la più interessante, certamente la più ristampata (sia come opera a sé, sia unitamente a scritti del Loredano, sia, dal 1653, nelle ristampe della Lira). Nel 1633 apparve, oltre alla biografia del Chiaro, Della vita del cavalier Marino dell'accademico Umorista Giacomo Filippo Camola acclusa alla mariniana Strage degl'innocenti. Nel 1634 toccò alla Vita di Giovan Battista Marino di Francesco Ferrari, parimenti acclusa allo stesso poema.
A queste devono essere aggiunte quella di Giovanni Battista Manso, che, pronta non molto tempo dopo quella del Loredano, rimase per varii motivi manoscritta e andò poi perduta (nel 1803, in una sua Vita di Francesco De' Pietri, lo studioso Francesco Daniele sostenne di averla rinvenuta tra le carte del Manso e di averla depositata nell'allora Regia Biblioteca Borbonica; ma già Carlo Antonio da Rosa, nei suoi Ritratti poetici di letterati napoletani del 1834, la dice irreperibile). Tra gli scritti biografici più tardi e basati su fonti indirette, vanno ricordati almeno il profilo mariniano proposto negli Elogi d'uomini letterati di Lorenzo Crasso (1666), quello di Antonio Bulifon (1699), e quello in accompagnamento alla traduzione tedesca della Strage degl'innocenti condotta da Barthold Heinrich Brockes (1715).

### L'Occhialedi Tommaso Stigliani (1627)
I dissapori tra il Marino e Tommaso Stigliani datano al primo decennio del Seicento. La causa va forse ricercata nello scarso apprezzamento che il Marino aveva mostrato per la maggior fatica stiglianiana, Il mondo nuovo, datagli in lettura quando era ancora in forma manoscritta. Che l'ingiusta attribuzione al Marino dei versi osceni all'origine del processo inquisitorio aperto a Parma contro di lui nel 1609 fosse opera dello Stigliani fu, probabilmente a ragione, sospettato sin dalla prima ora, e tuttavia il Marino, rivolgendosi direttamente allo Stigliani, aveva cercato di porre la questione in una luce assai conciliante. Il malanimo dello Stigliani venne infine allo scoperto nella prima versione a stampa del Mondo nuovo (1617), dove, al canto XVI, fu inserita una caustica allusione al Marino. Nel 1627 Tommaso Stigliani diede alle stampe l'Occhiale, in cui si espongono minuziosamente tutti i presunti errori e i difetti dell'Adone. La pubblicazione scatenò una delle polemiche letterarie più aspre e protratte che si siano mai avute in Italia. Il folto elenco dei letterati che intervennero in difesa del Marino comprende, tra gli altri, il milanese Agostino Lampugnani, autore di un Antiocchiale (inedito del 1627, fu secondo l'Aprosio la prima opera contro lo Stigliani); i bolognesi Andrea Barbazza, che sotto lo pseudonimo di Robusto Pogommega pubblica le Strigliate a Tomaso Stigliano (1629, il Barbazza attacca lo Stigliani anche con alcuni sonetti) e Giovanni Capponi, con le sue Staffate date al cavalier Tommaso Stigliani (1637); il trevisano Girolamo Aleandro, con la Difesa dell'Adone (uscito postumo tra il 1629 e il 1630); il pesarese Gauges de' Gozze con un Vaglio etrusco e una Difesa di alcuni luoghi principali dell'Adone fatta da Antonio Bassi (entrambi rimasti inediti); il pistoiese Nicola Villani con Uccellatura di Vincenzo Foresi all'Occhiale del cavaliere fra’ Tommaso Stigliani (1630) e Considerazioni di Messer Fagiano sopra la seconda parte dell'Occhiale del cavaliere Stigliano (1631); Scipione Errico con le due commedie Le rivolte di Parnaso (1626) e Liti di Pindo (1634) e con l'Occhiale appanato (1629); Angelico Aprosio con Il vaglio critico di Masoto Galistoni da Terama [= Tomaso Stigliani da Matera] sopra Il mondo nuovo del cavalier Tomaso Stigliani da Matera (1637), Il buratto (1642), L'Occhiale stritolato (1642), La sferza poetica di Sapricio Saprici (1643), Del veratro: apologia di Sapricio Saprici (1643 e 1645); Teofilo Gallaccini con le Considerazioni sopra l'Occhiale (indedite); Giovanni Pietro D'Alessandro con una Difesa dell'Adone; Giovan Francesco Busenello, con La Coltre, ovvero Lo Stigliani sbalzato; Luca Simoncini, Giovanni Argoli e numerosi altri.
Nondimeno l'Occhiale ha il pregio, riconosciuto dagli esegeti moderni, di fornire accurate informazioni sull'enorme messe di dati eruditi che il Marino aveva generosamente travasato nell'Adone, indicando un'infinità di luoghi, classici e non classici, disseminati dal Marino nel poema, quasi a lanciare al lettore una tacita sfida alla scoperta dei dotti riferimenti.

## Opere
Si dà qui di seguito un elenco in ordine cronologico delle opere, comprese anche quelle più tardi stampate in raccolte. Sono riportate unicamente le prime edizioni.
- Fine XVI. sec., La Canzone dei baci. Secondo Tommaso Stigliani il componimento che diede al Marino la fama ebbe pubblicazione autonoma in uno scarno volumetto, oggi irreperibile, dov'era accompagnato da una serie di componimenti in lode dell'autore. La canzone fu tradotta in francese da Robert Crampon (parigino, segretario del vescovo d'Avranches).
- 1599, Prologo per una rappresentazione a Nola del Pastor fido di Battista Guarini.
- 1602 Rime, divise in I: Amorose, marittime, boscherecce, heroiche, lugubri, morali, sacre e varie. Parte prima; II: Madriali e canzoni. Parte seconda, Venezia, Giovan Battista Ciotti, 2 voll.
- 1607, La Notte, prologo a Guidubaldo Bonarelli, Filli di Sciro, Ferrara.
- 1608, Ritratto del serenissimo don Carlo Emanuello, Duca di Savoia (panegirico), Torino, Al Figino.
- 1612, Il Rapimento d'Europa e Il Testamento amoroso (idilli), Venezia, Trivisan Bertolotti.
- 1614, La Lira, 3 voll.; I: Rime amorose, marittime, boscarecce, heroiche, lugubri, morali, sacre e varie. Parte prima... nuovamente dall'autore purgate e corrette; II: La Lira... parte seconda; III: Della Lira... parte terza. Segue: Poesie di diversi al cavalier Marino.
- 1614, Dicerie sacre. Torino, Luigi Pizzamiglio.
- 1615, Il Tempio. Panegirico del cavalier Marino alla maestà christianissima di Maria de' Medici reina di Francia e di Navarra. Lione, Nicolò Iullieron.
- 1615, Canzone in morte dell'invittissimo e cristianissimo Enrico Quarto, re di Francia, fatta dal cavalier Marino, in: Il Tempio, panegirico, Macerata, Pietro Salvioni.
- 1616, Il Tebro festante, panegirico in: Fiori di Pindo, Venezia, Giovan Battista Ciotti.
- 1616, Epitalami, Parigi, Tussan du Bray. Contiene: 1. La Francia consolata; 2. Il Balletto delle Muse; 3. Venere pronuba; 4. L'Anello; 5. La Cena; 6. Il Torneo; 7. Il Letto; 8. Le fatiche d'Ercole; 9. Urania; 10. Imeneo; 11. Sonetti epitalamici.
- 1619, Lettera di Rodomonte a Doralice... con la risposta del signor Dionisio Viola. Venezia, Alberto e Pietro Faber.
- 1619, La Galeria distinta in pitture e sculture, Milano, Giovan Battista Bidelli.
- 1620, La Sampogna, divisa in idilli favolosi e pastorali, Parigi, Abraam Pacardo.
- 1623, L'Adone, Parigi, Oliviero di Varano.[129]
- 1625, La Sferza. Invettiva ai quattro Ministri della Iniquità. Parigi, Tussan du Bray.
- 1626, Il padre Naso. Con le sue due Prigionie di Napoli e di Torino. Con un sonetto sopra il Tebro, e tre canzoni, cioè, Fede, Speranza, e Carità. Parigi, Abraam Pacardo.
- 1626, La Murtoleide, fischiate, con la Marineide, risate del Murtola. Aggiuntovi le Strigliate a Tomaso Stigliani, e l'Innamoramento di Pupolo e la Pupola, ed altre curiosità piacevoli. Francoforte, Giovanni Beyer.
- 1626, Il settimo canto della Gerusalemme distrutta, poema eroico... aggiuntovi alcune altre composizioni del medesimo. Con La ciabattina pudica e La bella gialla, canzoni d'incerto. Venezia, Girolamo Piuti.
- 1627 Lettere... gravi, argute, facete e piacevoli, con diverse poesie non più stampate. Venezia, Baba.
- 1627, Extravaganti, con il titolo Rime nove... cioè canzoni, sonetti, madrigali & idillii. Aggiuntivi alcuni sonetti di diversi, con gli Affetti lugubri di Fortuniano Sanvitali in morte dell'istesso... Lettera di Rodomonte a Doralice... con la risposta del signor Dionisio Viola, Venezia, Giovan Battista Ciotti, 2 voll.
- 1628, Argomenti... con una lettera all'autore nell'Erocallia di Giovan Battista Manso, Venezia.
- 1632, La strage degl'innocenti. Napoli, Ottavio Beltrano.[130]
- [1633], Invettiva contro il vizio nefando, in Strage degl'innocenti, Venezia, Giacomo Scaglia, s.d. (ma dedica datata "5 agosto 1633").
- [1633], Scherzi del cavalier Marino al "Poetino", con la Risposta (ibidem).
- [1633], Discorso accademico (per l'Accademia degli Oziosi di Napoli, ibidem).

Un certo numero di opere licenziose che vanno sotto nome del Marino è tuttora rinvenibile in alcune biblioteche, anche in scelte antologiche con titoli arbitrarii. Al di là dei casi di evidente manipolazione e degli scritti palesemente spurii, si tratta di lavori d'attribuzione incerta, spesso con indicazioni tipografiche fittizie. Nel XVIII secolo e nella seconda metà del XIX secolo, sotto il titolo di Tempietto d'amore furono pubblicati alcuni idilli, di squisita fattura (e forse sono queste le poesie che Settembrini indicava come "le migliori per arte" del Marino). Senza data e senza indicazioni tipografiche è una stampa sicuramente secentesca dal titolo La Cazzaria del C[avalier] M[arino], persuasiva efficace per coloro che schifano la delicatezza del tondo. Esiste addirittura una stampa di Novelle piacevoli del K. Marino, edita in "Citera, nella tipografia d'amore" l'anno 1700, e ristampata varie volte. Sicuramente false le opere di contenuto blasfemo o pornografico accluse ai fascicoli dell'Inquisizione (sonetti che affermano la natura solo umana del Cristo, un lungo componimento sul "Francesca Piselli... p. errante", sicuramente cinquecentesco e forse aretiniano).
Diverso è il caso dell'Anversa liberata, poema epico in tre canti, in sé notevole ma d'impronta manieristica e privo di rapporti stilistici con l'opera nota del Marino, benché nella copia manoscritta che ci è pervenuta sia a lui attribuito. Nel 1956 né uscita un'edizione a stampa, a cura di Fernando Salsano. L'attribuzione è stata smentita con solidi argomenti da Giorgio Fulco, nel cap. Marino della Storia della letteratura diretta da Enrico Malato (Roma 1999).
C'è infine il caso delle ottave Il pianto d'Italia, falsamente attribuite al Marino per tutti il XIX secolo, a testimonianza di un impegno "patriottico" del Marino altrimenti non attestato. L'opera sarebbe, in realtà, di Fulvio Testi (ma confusioni tra l'uno e l'altro autore, non senza sospetti di "furti" reciproci, si ebbero già nel Seicento).
Un autentico cantiere aperto è poi l'epistolario mariniano: la stampa del 1627 riportava 80 lettere del Marino, più 3 missive di ammiratori (Achillini, Preti, Scaglia, Busenello), cui si aggiungeva una lettera aperta del Busenello Al cavalier Marino. Dopo le stampe seicentesche, l'epistolario fu riorganizzato e pubblicato agli inizi del Novecento da Angelo Borzelli e Fausto Nicolini, che grazie a ricerche d'archivio furono in grado di aggiungere altre lettere (soprattutto del periodo napolitano, e dunque degli ultimi del XVI secolo). Ulteriori ritrovamenti sfociarono nell'edizione del 1966 curata da Marziano Guglielminetti, a tutt'oggi quella di riferimento, nonostante altri studiosi (per es. Giorgio Fulco) abbiano portato alla luce nuove lettere.

## Elementi della poetica mariniana
Prendendo le mosse dalla produzione lirica del Tasso, ma nel contempo distaccandosi dal canone del petrarchismo rinascimentale, il Marino inaugura una nuova stagione stilistica, caratterizzata da una morbida sensualità e da un impiego disinvolto e concettoso del linguaggio metaforico. Tali caratteri sono già pienamente riscontrabili nelle Rime del 1602, dove non mancano peraltro richiami alla tradizione classica, con una particolare predilezione per l'Ovidio amoroso, e alla tradizione stilnovista.
La concezione mariniana della poesia, che, esasperando gli artifici del manierismo era incentrata su un uso intensivo delle metafore, delle antitesi e di tutti i giochi di rispondenze foniche, a partire da quelli paronimici, sulle descrizioni sfoggiate e sulla molle musicalità del verso, ebbe ai suoi tempi una fortuna immensa, paragonabile solo a quella del Petrarca prima di lui. Il suo metodo compositivo presupponeva una larga messe di letture "col rampino", ed era fondato in prima istanza sull'imitazione. La ricerca della novità, e l'adeguamento al gusto corrente, consisteva nel modo di porsi di fronte alla tradizione, selezionando una dorsale congeniale, non più con lo spirito enciclopedico del manierismo ma con atteggiamento collezionistico: il passato era così visto come una sorta di cantiere ingombro di detriti, che l'artefice poteva a piacimento reimpiegare per costruire qualcosa di nuovo.
Il barocco rappresentato dal Marino reagisce per altri aspetti al manierismo, peraltro, evitando le emergenze espressionistiche, l'enfasi, la cupezza che saranno invece spesso ravvisabili nella seconda fase del marinismo, che può essere fatta iniziare da una figura-spartiacque come Giuseppe Battista e che si concluderà, dopo una fioritura particolarmente ricca intorno al 1669, per esempio con l'opera dei fratelli Casaburi (specialmente Pietro), e di Giacomo Lubrano. Il Marino sicuramente si pose come caposcuola, o quantomeno offerse consapevolmente la sua produzione, sin dalla prefazione della Lira, come esempio ai giovani; ma non fu in nessun caso un teorico (può essere tralasciato un ipotetico Crivello critico, o Le esorbitanze, secondo il titolo detto allo Stigliani, contro gli eccessi dei poeti moderni, una delle tante promesse non mantenute), e anche le scarne affermazioni di poetica sono da prendere con le molle.
Sono due i luoghi più famosi in cui il Marino s'è lasciato sfuggire qualche accenno di poetica; il primo, che è quello con cui s'identifica tout court la sua maniera, è dato nel sonetto "Vuo' dare una mentita per la gola", il XXXIII. della Murtoleide, in cui, com'è universalmente noto, si dice:
Di là dal contesto (il riferimento al "cavolo e 'l carcioffo" è alla goffaggine con cui il Murtola, nella sua Creazione, intese celebrare la provvidenza anche attraverso le sue manifestazioni più umili e quotidiane), simili concetti all'epoca erano già frusti, e peraltro sono le stesse parole con cui lo stesso Chiabrera definiva la propria poetica (nella Vita di Gabriello Chiabrera da lui stesso descritta non mancano né la maraviglia né, quasi in posizione-rima, l'inarcar di ciglia). L'altro, più articolato e meritevole di esser preso maggiormente alla lettera, anche se il contesto rimane sempre polemico, è costituito da una lettera dell'estate 1624 a Girolamo Preti:

## Fortuna critica
Lo stile e l'opera di Giovan Battista Marino furono largamente imitati, oltreché in Italia, anche in Francia (dove fu il beniamino dei preziosisti, come Honoré d'Urfé, Georges de Scudéry, Vincent Voiture, Jean-Louis Guez de Balzac, e dei cosiddetti libertini, come Jean Chapelain, Tristan l'Hermite, Philippe Desportes, ecc.), in Spagna (dove influì su autori come Luis de Góngora, Francisco de Quevedo e Lope de Vega), in altri paesi cattolici come il Portogallo e la Polonia e in altri paesi slavi, nonché in Germania, dove i suoi più diretti seguaci furono Christian Hofmann von Hofmannswaldau, Daniel Casper von Lohenstein e Barthold Heinrich Brockes, traduttore in tedesco della Strage degl'innocenti. La poesia mariniana non mancò di esercitare il suo influsso anche in Inghilterra, specie in autori come Thomas Carew, George Herbert e Richard Crashaw; quest'ultimo condusse traduzioni dalla Strage degli innocenti, che, tra le opere mariniane, fu fonte d'ispirazione anche per John Milton.
Per quanto riguarda la ricezione del Marino in Italia, significative sono le censure di Pietro Sforza Pallavicino, teorico della letteratura secondo i dettami di Urbano VIII, in Del bene (1644) e Trattato dello stile e del dialogo (II ed. definitiva 1662); e per converso il riconoscimento del Marino come sostanziale "caposcuola" da parte di Emanuele Tesauro nelle varie redazioni del suo Cannocchiale aristotelico. Il Pallavicino condanna in blocco, senza premurarsi di fare distinguo (e dunque negando la possibilità stessa di una poesia non atteggiata, "classica"), i procedimenti paronimici mariniani, considerandoli comunque viziosi, in Del bene; mentre esalta lo Stigliani "tra que' pochi che della poetica e della lingua italiana possono parlare come scienziati" (Trattato dello stile), nelle Vindicationes societatis Iesu (1649) del Marino dirà che in numero lascivire potius videtur quam incedere", che in genere "canoris nugis auditum fallere, non succo sententiarum atque argutiarum animos pascere, e che il Marino in particolare carebat philosophico ingenio, quod in poeta vehementer exigit Aristoteles - e nel Trattato, riferendosi ad un luogo della Galeria, definisce il ricorso a certi bisticci come segno "di poca maestria d'imitazione", aggiungendo che sono "poco fertili di maraviglia e anche poco ingegnosi".
È interessante notare come sia nel 1639 il massimo teorico delle Acutezze, Matteo Peregrini, sia sotto Urbano VIII il Pallavicino, sia il Tesauro nelle varie redazioni del Cannocchiale (1654-1670) non abbiano dato, o anche solo tentato, una definizione univoca dell'antitesi; laddove il Pallavicino, in particolare, ne fornisce una, nel Trattato, più prossima alla paronomasia, segno che la reale sostanza della "rivoluzione" mariniana, posto che rivoluzione ci fosse, gli sfuggiva quasi totalmente. Rimasto il punto di riferimento della poetica barocca per tutto il tempo in cui fu in voga, con il XVIII e il XIX secolo, pur essendo sempre ricordato per ragioni storiche, fu indicato come la fonte o il simbolo del "malgusto" barocco.
Le critiche dello Sforza Pallavicino per certi aspetti anticipano quelle del secolo dei lumi; Ludovico Antonio Muratori gli darà sostanzialmente ragione (per quanto respinga quella qualità "filosofica" che la poesia dovrebbe avere, e per cui il Pallavicino si rifaceva viziosamente ad un passo d'Aristotele - che s'era limitato a dire che il poeta è più filosofo dello storico, non che è filosofo in sé). Più oltre si spinge Giovanni Vincenzo Gravina, che non si limita a notare la mancanza di misura e di gusto della maniera barocca, ma ne dà una spiegazione storica: la poesia barocca è la poesia dell'età della scienza, e il suo errore è stato quello di dotarsi di una sua techne e di suoi strumenti proprii, e questo, pur aprendole possibilità nuove per alcuni versi, per altro l'ha fortemente limitata.
Gian Battista Vico, che conobbe e stimò l'"ultimo dei marinisti", Giacomo Lubrano, nella sua produzione in versi si tenne fedele ai principii di un castigato classicismo, ma diede grande importanza ai procedimenti analogici su un piano strettamente speculativo, contro l'aridità delle "griglie" nozionistiche sensiste, come strumento di indagine e palestra intellettuale (la stessa funzione che il Settembrini, invece, negherà loro). In effetti il Marino carente di "philosophico ingenio" è stato anche il primo ad applicare intensivamente procedimenti dialettici alla poesia, con eventuali ricadute sulla speculazione del suo tempo, e anche dei tempi a venire.
La critica non ha dedicato al Marino studii organici fino alla fine Ottocento. La critica romantica (salvo Luigi Settembrini) ha dato della sua opera un'interpretazione superficiale, da vulgata, identificando l'unica preoccupazione del poeta con la "maraviglia", conseguita tramite la ricercatezza dei particolari e le sfoggiate descrizioni. Francesco de Sanctis criticò pesantemente Marino, deprecandone l'esclusiva attenzione alla forma a discapito del sentimento, per quanto si riveli in grado di dare uno sguardo meno superficiale allo "studiolo" del Marino quando descrive la sua tecnica "col rampino", e identifica l'origine della sua ispirazione nel catalogismo erudito e voluttuoso.
Ma per quanto riguarda la critica romantica, più notevole è la severa, ma estesa e intelligente lettura che nelle Lezioni di letteratura italiana (1872-1875) diede Luigi Settembrini. Immune da campanilismi (il Settembrini tace, per esempio, di Giovan Battista Basile), ripercorre il poema grande facendolo discendere direttamente dalla Liberata (in particolare dal giardino d'Armida) "come la voluttà nasce dall'amore"; antologizza diversi luoghi, e, negando recisamente un'assenza di struttura, riconosce numerosi luoghi mirabili e la sostanziale novità del Marino. Secondo la sua prospettiva storiografica - che è quella di chi deve dar conto di una storia della civiltà letteraria italiana - il Marino è in genere il sintomo di una fase di forte decadenza, caratterizzata dall'occupazione straniera e dallo strapotere della chiesa, e l'Adone, definito opera "voluttuosa", sarebbe una sorta di reazione alla crudeltà dei tempi (tesi non troppo distante da quella sostenuta a suo tempo anche da Pieri in Per Marino, 1977, peraltro fondandosi sulla Préface di J. Chapelain all'Adone 1623), e contemporaneamente loro ambigua espressione. Con questo, trascendendo la figura in sé dell'autore (comunque nobilitato da certi accostamenti: "Vedrete delirare Bruno e Marino", annuncia aprendo la trattazione del secolo "fangoso": ma questa di "delirio" non è in tutto una definizione negativa), secondo il Settembrini il marinismo è, tout court, il gesuitesimo applicato alla letteratura.
Peraltro il Settembrini rifiuta seccamente la valutazione dell'Arcadia come un movimento di restaurazione del buon gusto; e paragona il Barocco ad un pazzo furioso, il cui organismo cerca ancòra di difendersi dall'avanzata del male, mentre l'Arcadia sarebbe uno stato tranquillo, sì, ma come l'ebetudine che precede di poco la morte. Di quanto ci fu intorno al Marino rifiuta di parlare, facendo i nomi di Achillini e Preti e liquidandoli con tutti gli altri come "gesuitanti dello stile". Il primo studio approfondito sulla poetica mariniana e i suoi procedimenti è Sopra la poesia del cavalier Marino tesi di laurea di Guglielmo Felice Damiani (finissimo conoscitore di Nonno di Panopoli) data alle stampe nel 1899, la quale seguiva La vita e le opere di Giambattista Marino di Mario Menghini (1888).
Ma il fondamentale esordio di una critica approfondita dell'opera mariniana è un testo a tutt'oggi di riferimento, Storia della vita e delle opere del cavalier Marino, di Angelo Borzelli, dato alle stampe in una prima versione nel 1898, e poi ristampato, con la cassazione di alcuni errori, nel 1927. Il lavoro, d'impostazione storica più che filologica, dava per la prima volta conto di tutta una serie di notizie sulla vita e sull'opera del Marino, curando anche il contesto e la biblioteca su cui si era formato, riportando anche una quantità d'inediti e primizie d'archivio. Nonostante alcuni errori, rimane a tutt'oggi un punto di riferimento sicuro. La seguente Storia dell'età barocca in Italia di Benedetto Croce, del 1929, è più significativa della ricezione della temperie da parte dell'intellettualità durante il fascismo che come studio in sé (anche perché del Marino si tratta pochissimo, e con sensibile nausea; ma interessanti le puntualizzazioni del Croce sulle artate deformità del dettato mariniano, evidenze del suo cinico nichilismo, sulle quali normalmente non ci si sofferma).
Ma L'Adone, così come gran parte della letteratura barocca, è stato ormai approfonditamente studiato e ampiamente rivalutato a partire da Giovanni Getto negli anni '60 e in seguito, nel 1975, dal Marzio Pieri e nel 1976 da Giovanni Pozzi (rist. Adelphi 1988), già editore delle Dicerie sacre (1960) e pioniere di un nuovo corso di studii sul Marino. A partire dai due studiosi, legati rispettivamente alle università di Parma e di Friburgo, si sono creati due filoni d'indagine, di ispirazione esegetica molto diversa e talora anche in contrasto tra loro. Pieri ha impostato la propria analisi dell'Adone, seguendo i criterii di edizione dei classici Laterza (privi di introduzioni "contenutistiche" o analisi estetiche e forniti dei soli apparati), dapprima in senso prettamente filologico, per poi accentuare, in un grande numero di testi a seguire, la centralità della figura del Marino come autore "moderno", capofila di una "letteratura minore" o addirittura "minima", non interessata ad affrontare tematiche presuntamente centrali ma sensibile alla vita dei sensi, alle più recondite suggestioni, agli effetti più sottili e sfuggenti, al mondo delle relazioni; un "grado zero" dell'attività poetica. Raggiungendo esiti anche di grande astrazione non ha esitato a trovare tra singoli versi del Marino e svariati contemporanei le 'rime interne' più impreviste e inaspettate ("è del lettore il fin la meraviglia") come accumulando "motivi per lèggere" il Marino. Col paradosso implicito in una lettura iperfedele che si rivolse alla filologia (non ne derivò) come assunzione dei modelli della Early e Baroque Music esplosa negli anni 70 e alla 'ironia' esegetica necessaria con un poeta ben giudicato sommamente antifrastico dallo stesso Pozzi.
Da parte sua il Pozzi, secondo un'impostazione esegetica più classica, ha praticamente completato lo spoglio delle fonti dell'Adone, in specie nella seconda, fondamentale impressione, e questo rimane il suo apporto primario. Per quanto riguarda gli aspetti formali del poema, di cui s'è occupato intensamente, gli esiti sono stati più opinabili, ma in sostanza mai richiamati in dubbio con adeguata autorevolezza. Negando la presenza di una struttura vera e propria all'Adone, gli ha riconosciuto una forma molto raffinata che definisce "bifocale ed ellittica" - che macrostrutturalmente dovrebbe rappresentare l'assetto dialettico del "contraposito" - e che rifletterebbe (secondo Pozzi) l'"irresoluzione dell'uomo secentesco di fronte ai due modelli cosmici contraddittori, tolemaico e copernicano". Ricordiamo che l Adone ospita una stupenda apostrofe a Galileo Galilei, ma nonostante il viaggio interplanetario di Adone guidato da Mercurio, la struttura dell'universo mariniano non è esplicitata al punto da consentire di affiliare il Marino (verosimilmente assai poco interessato) o all'una o all'altra scuola di pensiero. Abortito, a causa dell'uscita per le stampe del primo Adone curato dal Pozzi, il progetto di Amedeo Quondam di ripercorrere l'intero testo come "poema di emblemi" (un'impostazione esegetica favorita da un'affermazione dello stesso Marino, ma ritenuta poi impraticabile per eccessiva ingenuità), un grande numero di studiosi si è concentrato poi su questo o quell'aspetto dell'opera, senza fornire (né forse aspirarvi) altre impostazioni critiche complessive.
Più recentemente nel 2002 è da ricordare la pubblicazione in Francia del saggio di Marie-France Tristan La Scène de l'écriture, che cerca (inaugurando una linea critica nuova e originale, anche se non condivisa da tutti gli studiosi) di mettere in evidenza il carattere filosofico della poesia del Marino, comunque fondendo la cosmogonia ironicamente cattolica delle Dicerie con quella pagana dell'Adone. Complementa gli sforzi della Tristan, nel 2010, Periferia continua e senza punto di Giuseppe Alonzo, che pone con più precisione la Weltanschauung mariniana con il continuismo filosofico secentesco, che ha avuto in Leibniz la sua espressione più articolata. Non necessariamente deve sortirne un filosofo-poeta, ma le motivazioni di una retorica considerata a lungo gratuitamente fiorita e priva di freno risultano sicuramente più chiare.

## Il Marino in musica
La poesia del Marino conobbe da subito una considerevole fortuna musicale. Prima ancora della pubblicazione delle Rime (1602), alcuni versi mariniani erano stati musicati dal compositore napoletano Giovan Domenico Montella. L’uscita delle Rime attirò immediatamente l’attenzione dei musicisti sui madrigali contenuti nella raccolta. Nel 1602 ne misero in musica i toscani Marco da Gagliano, Giovanni del Turco e Tommaso Pecci. Nel 1603 i mantovani Salomone Rossi e Giovan Bernardo Colombi, il napoletano Pomponio Nenna, il modenese Alfonso Fontanelli, il barese Giuseppe Colaianni e il siciliano Antonio Il Verso. Di anno in anno il numero e la varietà dei compositori andarono accrescendosi, non senza nomi di grande rilievo, come Girolamo Frescobaldi, Sigismondo d’India, Johannes Hieronymus Kapsberger, Heinrich Schütz o Claudio Monteverdi. Alcuni madrigali mariniani arrivarono ad avere decine e decine di versioni musicali.
L’interesse dei musicisti per la lirica del Marino si protrasse per tutto il secolo, attingendo ad antologie letterarie di madrigali in cui il Marino era tra gli autori più presenti (ancora nel 1678 Giovan Maria Bononcini musicava versi mariniani traendoli da tali antologie). Né si limitò ai madrigali: furono messi in musica anche sonetti e canzoni (per esempio dal Monteverdi), idilli, e altro ancora.
Attenzioni non trascurabili riscosse anche L'Adone, da cui durante tutto il secolo si ricavarono adattamenti per il teatro musicale. Si possono ricordare L’Adone. Tragedia musicale del clarissimo, di Paolo Vendramin, rappresentata a Venezia nel 1639 presso il teatro dei Santi Giovanni e Paolo (Venezia 1640), un Adone in Cipro, dramma per musica, di Giovan Matteo Giannini (Venezia 1676), un Adone, intermedio musicale per l'Accademia degli Uniti (Venezia 1690 ca.) e La Falsirena, drama per musica da rappresentarsi nel teatro di S. Angelo l'anno 1690, di Rinaldo Cialli (Venezia 1690). Ispirato dall'Adone mariniano è anche L’Adonis di Christian Heinrich Postel, ormai alle soglie del Settecento (1697).

## Edizioni delle opere

### Opera omnia
- -  Giovan Battista Marino, Adone, vol. 1, Roma; Bari, Laterza, 1975.
  -  Giovan Battista Marino, Adone, vol. 2, Roma; Bari, Laterza, 1977.
  -  Giovan Battista Marino, Lira. Parte prima, Venetia, per Nicolò Pezzana, 1674.
  -  Giovan Battista Marino, Lira. Parte seconda, Venetia, per Nicolò Pezzana, 1674.
  -  Giovan Battista Marino, [Opere. Lettere e carteggi], In Torino, appresso i Caualleris, 1629.
  -  Giovan Battista Marino, [Opere. Lettere e carteggi], vol. 1, Bari, Laterza, 1911.
  -  Giovan Battista Marino, [Opere. Lettere e carteggi], vol. 2, Bari, Laterza, 1912.
  -  Giovan Battista Marino, [Opere. Poesia], Bari, Laterza, 1913.

### L'Adone
- - L'Adone, ed. critica e commento a cura di G. Pozzi, Milano, Mondadori, 1976 [e ristampe successive];
  - L'Adone, ed. critica a cura di M. Pieri, Bari, Laterza, 1975-1977.
  - L'Adone, ed. critica e commento a cura di M. Pieri, Roma, Istituto Poligrafico dello Stato, 1996.
  - L'Adone, ed. critica e commento a cura di M. Pieri, La Finestra editrice, Lavis 2007 ISBN 978-88-88097-69-5
  - L'Adone, ed. critica e commento a cura di E. Russo, Milano, Bur, 2013.

### Altre opere
- - La Galeria [edizione], a c. di M. Pieri e A. Ruffino. Con CD-Rom I Pittori del Marino, La Finestra editrice, Lavis 2005 ISBN 978-88-88097-89-3
  - La Sampogna con le egloghe boscarecce [edizione] con una scelta di idillii Capponi-Argoli-Preti-Busenello, a c. di M. Pieri, A. Ruffino e L. Salvarani. Con CD-Rom Nascita del Paesaggio, La Finestra editrice, Lavis 2006 ISBN 978-88-88097-15-2
  - La Sampogna,a cura di V. de Maldè, Parma, Guanda, 1993.
  - La Lira 1614 [edizione], a c. di L. Salvarani, La Finestra editrice, Lavis 2012 ISBN 978-88-95925-41-7
  - Panegirici & Epithalami. Col Verdeutschter Kindermord des Ritters Marino di B. H. Brockes [edizione], a c. di Diego Varini, A. Ruffino, L. Madella, L. Salvarani, La Finestra editrice, Lavis 2012 ISBN 978-88-95925-42-4